# Hägglunds Arena
Hägglunds Arena (tidligere kaldet Swedbank Arena og Fjällräven Center) er en idrætsarena og multifunktionshal i bydelen Framnäs ved havnen i Örnsköldsvik, Sverige. Arenaen anvendes hovedsageligt af ishockeyholdet MoDo Hockey.
Byggeriet blev indledt den 14. september 2004, og arenaen åbnede den 26. august 2006 og erstattede da Kempehallen som MoDos hjemmebane. Den er 23 m høj, ca. 7.000 m² stor og blev bygget af Skanska. Arenaen har plads til 7.600 ved sportsbegivenheder og 9.600 til koncerter og andre arrangementer. Ishockeyspilleren Peter Forsberg og hans far Kent Forsberg var tidligere medejere af Swedbank Arena gennem det fælles selskab Forspro. Men siden det indbringende år 2006 har MoDo Hockey være eneejer af arenaen.
Den 17. februar 2007 var Örnsköldsvik vært for den tredje delkonkurrence i Melodifestivalen, som blev afholdt i arenaen. I december 2008 afvikles EM i curling i hallen.

## Navn
Arbejdsnavnet var "Evenemangsarenan", men Swedbank købte rettighederne til arenaens navn, som i folkemunde omtales som "Arenan" eller "Banken". Den 1. januar 2010 skiftede arenaen navn til Fjällräven Center efter sponsoren Fjällräven, som har en stærk lokal tilknytning til området. I efteråret 2021 købte Hägglunds-selskaberne BAE Systems Hägglunds og Bosch Rexroth navnerettighederne for en periode på ti år med mulighed for at afbryde efter fem år, og arenaen skiftede navn til det nuværende.

## Galleri
- Swedbank Arena set fra Örnsköldsviksfjärden.
- Arenaens indre under en ishockeykamp.